# Cape Astrup
Cape Astrup är en udde i Antarktis. Den ligger i Västantarktis. Argentina, Chile och Storbritannien gör anspråk på området.
Terrängen inåt land är kuperad åt sydväst, men åt nordväst är den bergig. Havet är nära Cape Astrup österut. Trakten är glest befolkad. Närmaste befolkade plats är Gonzalez Videla Station, 19,9 kilometer sydost om Cape Astrup.